# Голубянка аманда
Голубянка аманда или голубянка приятная (лат. Polyommatus (Agrodiaetus) amandus) — вид бабочек из семейства голубянки.

## Этимология названия
Amandus (с латинского, дословно) — милый, приятный.

## Описание
Длина переднего крыла 14—17 мм. Размах крыльев около 3 см. Крылья самцов на верхней стороне голубые, с сильно выраженным блеском, затемнены к своему внешнему краю. У самок окраска крыльев бурая, с несколькими оранжевыми лунками у заднего угла на задних крыльях.

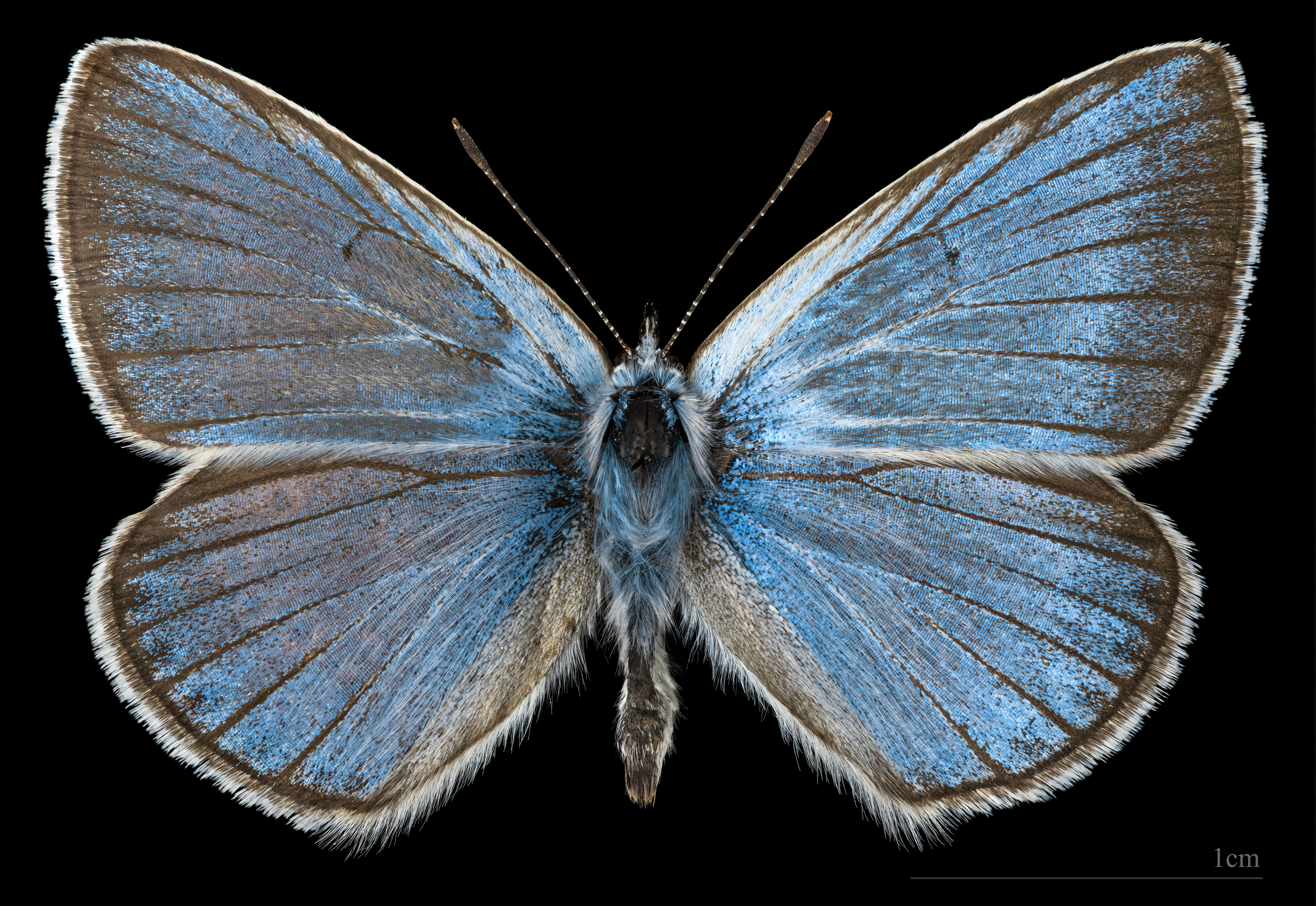
Polyommatus amandus ♂
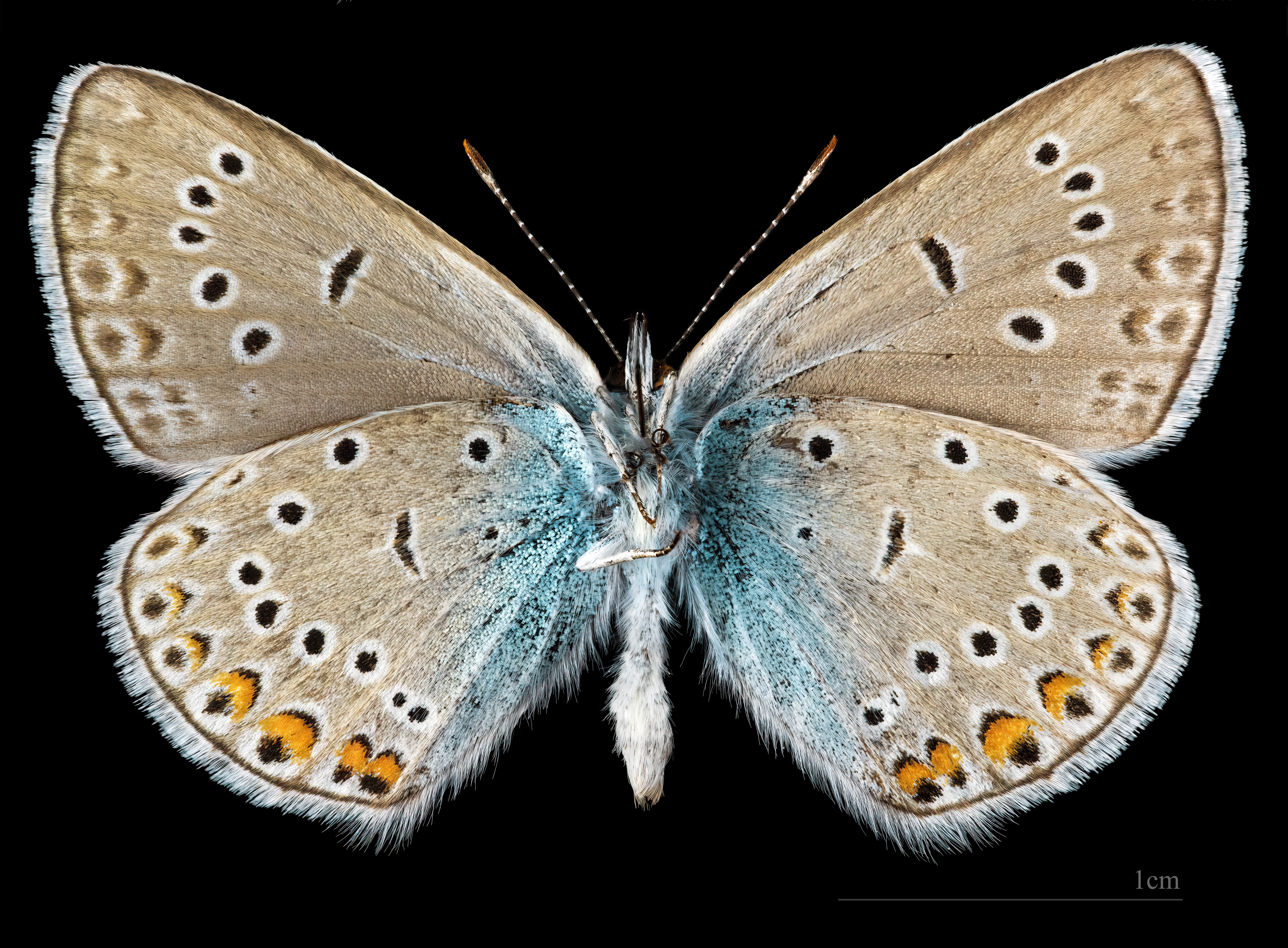
Polyommatus amandus ♂ △

## Ареал и места обитания
Ареал вида охватывает умеренный пояс Евразии.
В Восточной Европе вид распространён на обширной территории от Южной Финляндии и Карелии до Кавказа. Нередок на территории таких стран, как Польша, Словакия, страны Прибалтики и Беларусь. В России обычен на всем ареале. На Кавказе в горах поднимается на высоты до 1700—2200 м над ур. м. (Кабардино-Балкария).
На Украине встречается очень локально в Закарпатье (вулканические Карпаты), в лесной, лесостепной и степной зонах и в Крыму (окрестности сёл Верхняя Кутузовка, Лаванда, Лучистое, Рыбачье и г. Казу-Кая).
Бабочки населяют влажные луга различных типов, поляны, лесные опушки и просеки. На Кавказе населяет субальпийские разнотравные луга южных склонов. На Северном Кавказе обычно встречается на горных лугах среднего пояса, субальпийских и частично альпийских лугах, в Закавказье популяции вида населяют засушливые растительные сообщества.

## Биология

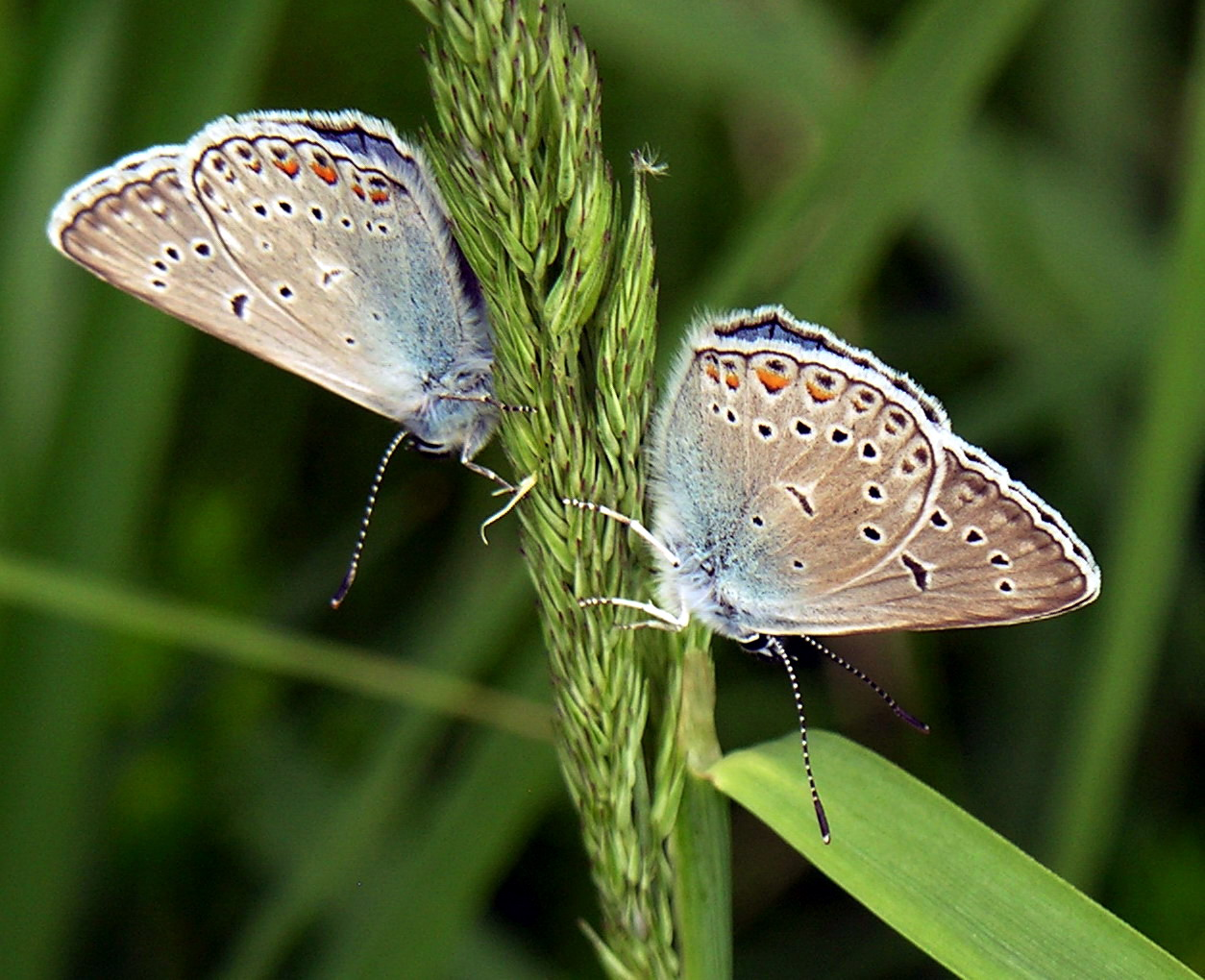

За год развивается в одном поколении. Время лёта с начала июня до середины июля. Самки откладывают яйца поштучно на кормовые растения гусениц — различные бобовые: дербенник луговой, чина, горошек кашубский, горошек мышиный, горошек мохнатый, клевер, люцерна, ракитник. Яйца белого цвета, их микропиле зелёного цвета. Гусеницы первого возраста питаются соскабливая паренхиму между жилками листа и слоем эпидермиса. Со второго возраста гусеницы приобретают мокрицевидную форму, объедают листовую пластинку с краёв. Гусеницы с сентября по май, зимуют среди опада листвы на поверхности почвы. Гусеницы являются мирмекофилами и контактирует с муравьями таких видов, как Lasius niger, Myrmica specioides, Formica cinerea. Гусеницы старших возрастов питаются листьями, побегами и цветками кормовых растений. Окукливаются, прикрепляясь к нижней стороне листьев кормовых растений, среди скрученных листьев на поверхности земли либо в верхнем слое почвы. Куколка удлиненной формы, слабо блестящая, желтовато-зелёного цвета, с тёмно-зелёной спинной полоской, дыхальца белые. Куколка покрыта малочисленными короткими волосками.